# Salvage
Salvage är en ort i Kanada.   Den ligger i provinsen Newfoundland och Labrador, i den östra delen av landet, 1 700 km öster om huvudstaden Ottawa. Salvage ligger 30 meter över havet och antalet invånare är 174.
Terrängen runt Salvage är platt. Havet är nära Salvage åt nordost. Trakten är glest befolkad. Närmaste större samhälle är Eastport, 9,3 km väster om Salvage. 